# Чемпионат СССР по боксу 1947
13-й чемпионат СССР по боксу проходил 29 июня — 5 июля 1947 года в Москве.

## Медалисты
| Весовая категория                  | Золото                                      | Серебро                                     | Бронза                                       |
| ---------------------------------- | ------------------------------------------- | ------------------------------------------- | -------------------------------------------- |
| Наилегчайший вес (до 51 кг)        | Лев Сегалович Вооруженные силы (Москва)     | Олег Дудко «Труд» (Ленинград)               | Махмут Омаров «Динамо» (Алма-Ата)            |
| Легчайший вес (до 54 кг)           | Иван Авдеев «Динамо» (Москва)               | Ефим Школьников «Спартак» (Киев)            | Авды Одеков «Енбек» (Ашхабад)                |
| Полулегкий вес (до 57 кг)          | Иван Князев «Водник» (Ленинград)            | Виктор Меднов «Трудовые резервы» (Москва)   | П. Сомов «Динамо» (Мариуполь)                |
| Лёгкий вес (до 60 кг)              | Анатолий Грейнер Вооруженные силы (Москва)  | Эдуард Аристакесян «Динамо» (Тбилиси)       | Н. Иванов «Труд» (Горький)                   |
| Полусредний вес (до 67 кг)         | Сергей Щербаков «Крылья Советов» (Москва)   | И. Тимченко «Строитель» (Ленинград)         | Илья Давыдов «Динамо» (Ташкент)              |
| Средний вес (до 73 кг)             | Гурий Гаврилов Вооруженные силы (Ленинград) | Владимир Коган «Динамо» (Минск)             | Александр Мальцев Вооруженные силы (Сталино) |
| Полутяжелый средний вес (до 81 кг) | Георгий Ешко «Шахтер» (Харьков)             | Анатолий Степанов Вооруженные силы (Москва) | Алексей Пичугин «Динамо» (Ленинград)         |
| Тяжелый вес (свыше 81 кг)          | Николай Королёв «Пищевик» (Москва)          | Андро Навасардов «Динамо» (Тбилиси)         | Мартин Линнамяги «Динамо» (Таллин)           |